# Бондури
Бо́ндури — село в Україні, у Мачухівській сільській громаді Полтавського району Полтавської області. Населення становить 52 осіб. До 2020 орган місцевого самоврядування — Полузірська сільська рада.

## Географія
Село Бондури знаходиться на відстані 0,5 км від села Полузір'я. Селом протікає пересихаючий струмок з загатою. Поруч проходить автомобільна дорога М22 (E584).

## Населення

### Мова
Розподіл населення за рідною мовою за даними перепису 2001 року:
| Мова       | Кількість | Відсоток |
| ---------- | --------- | -------- |
| українська | 50        | 96.15%   |
| російська  | 2         | 3.85%    |
| Усього     | 52        | 100%     |

## Історія
12 червня 2020 року, відповідно до розпорядження Кабінету Міністрів України № 721-р «Про визначення адміністративних центрів та затвердження територій територіальних громад Полтавської області», село увійшло до складу Мачухівської сільської громади.
19 липня 2020 року, в результаті адміністративно - територіальної реформи та ліквідації  Новосанжарського району, село увійшло до складу новоутвореного Полтавського району.